# Glasoechko
Le glasoechko est un type de chant pratiqué en Macédoine du Nord par deux voix masculines. Il s'accompagne parfois de flûte de berger et de cornemuse. En déclin, cette pratique figure depuis 2015 sur la liste du patrimoine immatériel nécessitant une sauvegarde urgente. 

## Présentation
Dans le Bas Polog, le glasoechko est un chant d'homme à deux voix. Polyphonique, il compte une mélodie principale et une autre voix en contrepoint rigoureux. Une flûte de berger et une cornemuse accompagnent souvent le chant. Lors des fêtes et des rencontres sociales, il est pratiqué par un groupe de deux ou trois hommes. Ce chant est source d'identité culturelle et la transmission est orale. 

## Déclin et reconnaissance
D'après la description officielle de l'UNESCO, le glasoechko est confronté à « de sérieuses menaces ». La baisse du nombre de détenteurs, qui a pour facteur l'émigration due à la guerre civile en 2001, a pour conséquence une transmission moindre. Il n'existe pas d'enregistrement de ce type de musique. En 2015, l'UNESCO ajoute le glasoechko à la liste du patrimoine immatériel nécessitant une sauvegarde urgente, écrivant dans sa description que cette pratique semble vouée à la disparition. La même année, quatre autres pratiques musicales inscrites sur la liste du patrimoine immatériel nécessitant une sauvegarde urgente : la fabrication des sonnailles pour le Portugal, la musique traditionnelle vallenato de la région du Magdalena Grande pour la Colombie, la tradition orale Koogere des Basongora, Banyabidi et Batooro pour l'Ouganda et le rituel pour amadouer les chamelles pour la Mongolie. Pour la Radio-télévision belge de la Communauté française, ces ajouts s'inscrivent dans une politique de préservation de musiques traditionnelles.